# ウィリー・ウェーバー
ウィルヘルム・"ウィリー"・フリードリッヒ・ウェーバー（Wilhelm "Willi" Friedrich Weber, 1942年3月11日 - ）は、ドイツバイエルン州レーゲンスブルク出身の代理人。ドイツ語の発音に従えば名前の日本語表記は「ヴィリー・ヴェーバー」になる。F1のミハエル・シューマッハ、ラルフ・シューマッハ兄弟などのマネージャーとして知られる。また、スーパーモデルのクラウディア・シファー、ナオミ・キャンベルとも契約している。

## 略歴

### モータースポーツへの関わり
25歳の時、飲料事業を起業。投資に失敗して財産を失うが、飲食店経営者として成功を収める。趣味として子供の頃から憧れていたレース活動を始めるが、40歳を越えたため選手としての活動には見切りをつけた。
1983年、F3チームを譲り受け、友人のクラウス・トレラとともにWTS（ウェーバー・トレラ・シュトゥットガルト）を結成。ドイツF3選手権において、ヨアヒム・ビンケルホック（1988年）、ミハエル・シューマッハ（1990年）、ペドロ・ラミー（1992年）、ヨス・フェルスタッペン（1993年）らチャンピオンを輩出した。国際大会でもミハエルと弟のラルフ・シューマッハがマカオGP、ラミーとフェルスタッペンがマスターズF3で優勝した。
また、A1グランプリに参戦したドイツチームのシートホルダー（チーム所有者）を開幕年の2005 - 2006シーズンから2007 - 2008シーズンまで勤めた。スーパーノヴァ・レーシングが運営するドイツチームは2006 - 2007シーズンに総合優勝した。
トロ・ロッソ代表フランツ・トストも、かつてはウェーバーの部下としてWTSの運営を行っていた。

### ミスター20%
1989年、フォーミュラ・フォードに参戦していた20歳のミハエル・シューマッハに注目し、WTSのシートを与え、10年間のマネージメント契約を結ぶ。ミハエルは同年のドイツF3で年間2位となり、1990年にはチャンピオンを獲得。また、メルセデス・ベンツの若手育成プログラム（メルセデス・ジュニアチーム）に選ばれ、世界スポーツプロトタイプ選手権 (WSPC) に参戦した。
1991年、F1のジョーダンチームのベルトラン・ガショーがタクシー運転手との揉め事で収監されると、ウェーバーとメルセデス監督ヨッヘン・ニアパッシュは50万ドルの持参金付きで空いたシートを確保。ミハエルがF1デビュー戦ベルギーGPで予選7位を獲得して脚光を浴びると、直ちにベネトンへの電撃移籍を成立させた。
その後、フェラーリ在籍期間も含め、2006年の引退まで18年間ミハエルのマネージメントを担当した。チームとの契約交渉のほか、DEKRA（自動車車検機関）やDVAG（金融グループ）などの個人スポンサーとの契約、"MS"ブランドのライセンス管理などを引き受け、ミハエルをスポーツ選手有数の高額収入者とした。F3の最初の契約の際、「シューマッハの収入の20%を受け取る」との条件を交したことから、ウェーバー自身も巨額の報酬を得ることとなり、ミスター20%と渾名された。
なお、2010年に現役復帰したミハエルのマネージメントは、フェラーリ時代からの女性広報ザビーネ・ケームが担当している。

### その他のドライバー
ミハエルのマネージメントで名を馳せたウェーバーは、その他の若手ドライバーのF1進出にも関与している。
1995年より2005年まで、ミハエルの実弟ラルフ・シューマッハのマネージングも担当した。ラルフはドイツF3→日本のトップフォーミュラ挑戦→ジョーダンからF1デビュー、というミハエルと同じ道筋をたどった。ウェーバーはこれまで交わした契約の中で1番良いものとして、ラルフとトヨタの3年契約（2005年から2007年までで推定5000万ユーロ）を挙げている。トム・コロネルもドイツF3から日本のレース界へ進み、全日本F3とフォーミュラ・ニッポンのチャンピオンを獲得した。
また、ポスト・シューマッハ兄弟としてニコ・ヒュルケンベルグをサポートし、2010年のウィリアムズ入りに導いた。ウェーバーは彼の才能を評価し、「ハルク」というニックネームで呼んだ。2011年、ヒュルケンベルグはレギュラーシートを失い、ウェーバーとの関係も終了することになった。

## エピソード
- 1991年8月、ミハエル・シューマッハのF1デビューの際、F1マシンでの経験がとても浅い点を不安がるエディ・ジョーダンに対してウェーバーは「スパはミハエルのホームコースで走り慣れている」と説得した。確かにシューマッハの地元ケルペンから距離は近かったが、実際は一度も走ったことがなく、サーキットに行く道も知らなかった。ベルギーGPの週末、シューマッハは自ら持ち込んだ折り畳み自転車で初めてスパのコースを周回し、独力でコースを学習した[7]。
- 8月22日に結ばれたこのジョーダンとシューマッハの契約書文面には「1991年ベルギーGPに私（ミハエル）を起用してもらえるのならば、エディ・ジョーダンが望んだ場合私は次戦イタリアGPを前に1993年（メルセデスの承認があれば1994年）までのドライバー契約にサインすることを約束する。」と原文では記されており、3年契約で押さえられていた。しかしウェーバーが the とあった箇所を a と些細な修正をし、「3年のドライバー契約」を「3年の間に何らかの契約」と解釈できるよう変更したあとでジョーダンにサインさせた。この一文の解釈と契約有効性の法廷を経て、シューマッハのベネトン移籍は決行された。ジョーダンは「この世界は多くの契約書が在りすぎるので、細部を把握しきれていなかった。この件で学んで、以後はすべての文章に注意を払うようになった。例えばサッカー選手と1試合だけ契約するなんて普通ないだろう？でもF1の世界では the とあるべき個所を a とするだけで大きな違いになってしまう。彼がその後ベネトンで成し遂げたことを見ていて、我々も同じことが出来たかもしれないと考えると、アンラッキーな出来事だった。」と回想し、ウェーバーは「 a contract は”契約”にサイン、つまりファクトリー訪問でも何でもいいんだ。重要だったのは、エディが1992年にヤマハV12エンジンを積もうと交渉しているのを見て、それは我々が期待するものではなかった。この a  が我々を救ったんだ。あのまま the contract の契約書のままでサインしていたら、1992年のジョーダン・ヤマハで多くのものを棒に振っただろう。」と述べている[8]。